# Bouquet (fiori)

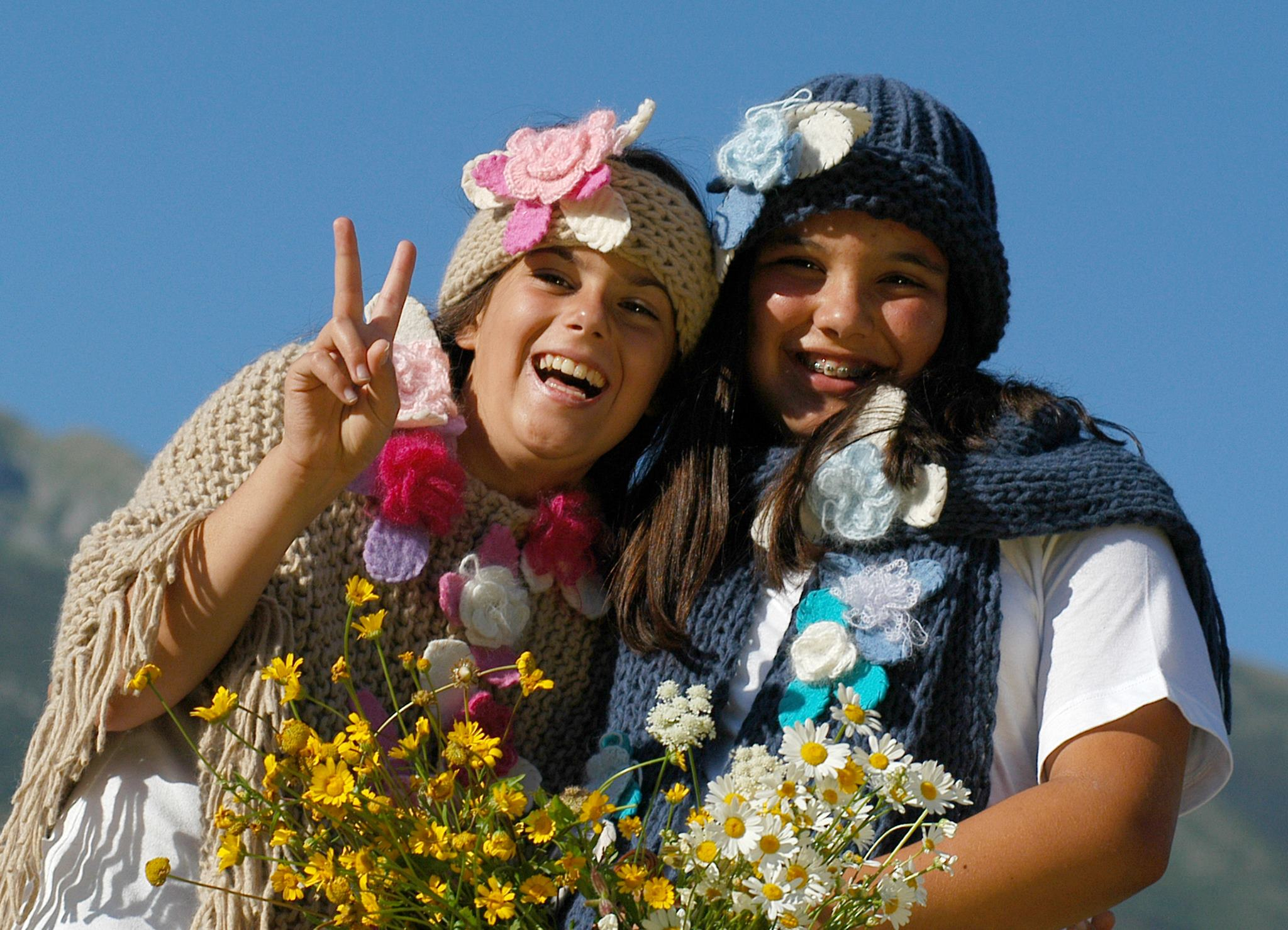
Bouquet

Un bouquet di fiori è una composizione floreale disposta in maniera creativa. Solitamente vengono identificati in mazzi di fiori che possono assumere varie forme e stili. La forma classica è quella del comune mazzo di fiori ma non è raro vederne a forma di mezzaluna, a borsetta, monofiore, tondo o a cascata. Il bouquet di fiori viene solitamente utilizzato in occasioni speciali e soprattutto nei matrimoni.
La composizione del bouquet da sposa è un fatto del tutto soggettivo che dipende dai gusti personali, ma molto spesso la selezione dei fiori viene fatta in base al significato che questi rappresentano nella simbologia popolare. Il simbolismo dei fiori ebbe origine in Asia e nel Medio Oriente, dove alcuni fiori, come ad esempio il loto, erano considerati sacri. Solo nel XVIII secolo l'Europa, più precisamente l'Inghilterra del periodo vittoriano, iniziò ad associare un significato specifico ad ogni tipo di fiore.
La cultura popolare italiana non esula da questo discorso. Basta ricordare la rosa rossa, simbolo dell'amore o la rosa bianca, simbolo di purezza.

## Bouquet di fiori finti
La fine del XX secolo ha visto iniziare ad affermarsi la tendenza ad utilizzare fiori finti per la composizione del bouquet. Tra i materiali utilizzati per realizzare bouquet di fiori finti troviamo carta, stoffa, plastica, ma anche altri tipi di oggetti come perle, bottoni, girandole o addirittura mattoncini "Lego", dando vita ad autentici bouquet alternativi.

## Usanze legate al bouquet da sposa

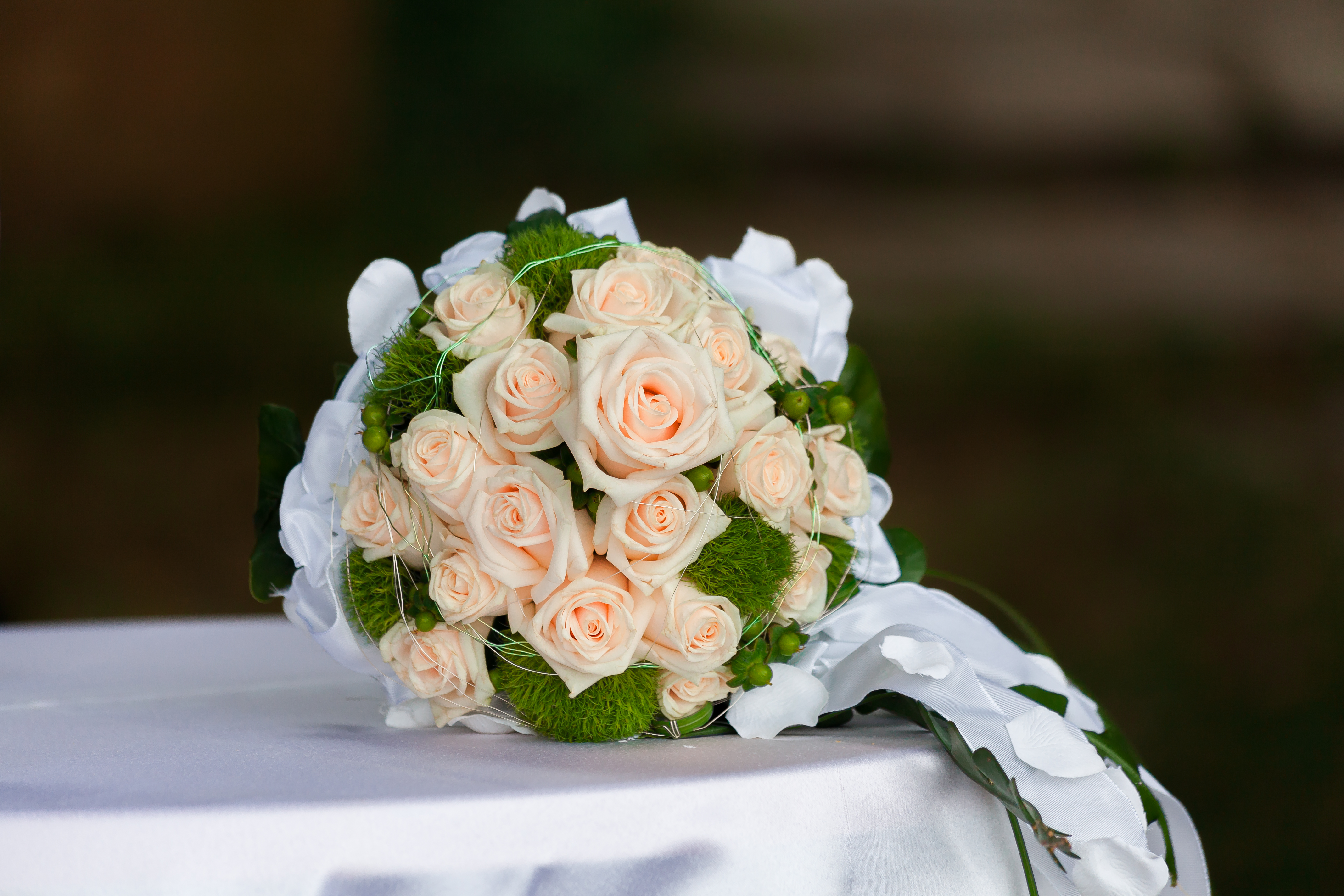
Un bouquet da sposa

In ogni matrimonio la sposa regge in mano un bouquet di fiori, tradizionalmente (almeno in Italia) regalatogli dallo sposo. Alla fine della cerimonia di nozze, che sia essa religiosa o civile, è usanza che la sposa si giri di spalle e lanci il proprio bouquet verso gli invitati. Secondo la tradizione la ragazza che riuscirà a prenderlo prima che cada a terra sarà la prossima sposa.